# Linie následnictví řeckého trůnu
Následnictví řeckého trůnu probíhá podle mužské (kognatické) primogenitury, tj. trůn dědí nejstarší syn krále, popř. vnuk, poté mladší synové či vnuci a poté nejstarší dcera a poté mladší dcery.
Španělská královna Sofie (sestra Konstantina II.), britský princ manžel Princ Philip, vévoda z Edinburghu (vnuk Jiřího I.) a princ Michael (vnuk Jiřího I.) se všichni vzdali práva na řecký trůn pro sebe a své potomky předtím než se přiženili do cizích královských rodin či v případě prince Michaela, který se oženil morganaticky.
Všichni potomci krále Konstantina II. a královny Anne-Marie jsou přes její rodiče v linii následnictví britského trůnu (Anne-Marie přibližně 260 místo). Zároveň Konstantin II. a jeho sestry jsou díky své matce Frederice Hannoverské také v této linii následnictví, ale přibližně o 200 pozic dále. Reálná šance kteréhokoliv člena původem z řecké královské rodiny obsadit britský trůn je tak minimální.

## Současná linie následnictví
Linie následnictví řeckého trůnu je následující:
- JV král Jiří I. (1845–1913)
  -  JV král Konstantin I. (1868–1923)
    -  JV král Jiří II. (1890–1947)
    -  JV král Alexandr I. (1893–1920)
    -  JV král Pavel I. (1901–1962)
      -  JV král Konstantin II. (1940–2023) 
        - Jkv Pavlos (*1967)
          - (1) Jkv Konstantin-Alexios (*1998)
          - (2) Jkv Achileas-Andreas (*2000)
          - (3) Jkv Odysseas-Kimo (*2004)
          - (4) Jkv Aristidis-Stavros (*2008)
          - (5) Jkv Marie-Olympie (*1996)

        - (6) Jkv princ Nikolaos (*1969)
        - (7) Jkv princ Philippos (*1986)
        - (8) Jkv princezna Alexia - (*1965)
          - (9) Carlos Morales y de Grecia - (*2002)
          - (10) Arrietta Morales y de Grecia - (*2003)
          - (11) Anna-Maria Morales y de Grecia - (*2005)
          - (12) Amelia Morales y de Grecia - (*2007)

        - (13) Theodora (*1983)

      - (14) Irena (*1942)